# Adriaan Delen
Adrianus Godefridus (Adriaan) Delen (Geldrop, 19 oktober 1895 – Velp, 12 oktober 1967) was een Nederlands burgemeester.
Toen zijn vader, een ondernemer, begin 1906 overleed, werd hij naar het St.-Odulphuslyceum in Tilburg gestuurd. Nadat hij het gymnasium-diploma had behaald, begon Delen zijn carrière in 1916 als volontair bij de gemeente Geldrop en aan het eind van dat jaar werd hij ambtenaar ter secretarie in Helmond. Van 1917 tot 1919 werkte hij bij de gemeente Waalwijk waar hij hoofdambtenaar was en daarna werd hij hoofdcommies-redacteur ter secretarie in Haarlemmermeer. In juni 1920 volgde zijn benoeming tot gemeentesecretaris van Alkemade en van 1922 tot 1936 had hij diezelfde functie bij de gemeente Noordwijk. 
In augustus 1936 werd Delen benoemd tot burgemeester van de Gelderse gemeente Eibergen als opvolger van G.J.J. Wouters die gouverneur van Curaçao was geworden. Aan het einde van de Tweede Wereldoorlog, van juli 1944 tot april 1945, was hij ondergedoken omdat hij weigerde in te gaan op eisen van de Duitse bezetters om 300 burgers aan te wijzen om te werken aan de loopgraven. In december 1946 volgde zijn benoeming tot burgemeester van Gendringen wat hij tot 1957 zou blijven. Delen overleed in 1967 op 71-jarige leeftijd. Zijn jongere broer Godefridus Joseph Delen is burgemeester van Oss geweest.